# 中国国家犯罪信息中心
国家犯罪信息中心（英語：China Crime Information Center，缩写）为1993年中华人民共和国公安部参考美国联邦调查局（FBI）建立的国家犯罪資訊中心（National Crime Information Center，NCIC）而启动建设并于1994年底正式运行的一个信息中心。根据公开资料，该系统目前（2012年）还只包括在逃人员（含人像）、被盗抢机动车、被盗抢/丢失枪支三种数据库，亦有资料显示其包含违法犯罪人员信息系统、失踪及不明身份人员（尸体）信息系统、通缉通报信息系统等系统。
该系统也被称为“全国犯罪信息中心”、“全国侦查情报中心”、“全国公安快速查询综合信息系统”等。